# Pretenders (album)
Pour le groupe, voir The Pretenders.
Albums de The Pretenders
Extended Play
(1981)
Singles
1. Stop Your Sobbing
Sortie : 1979
2. Kid
Sortie : 1979
3. Brass in Pocket
Sortie : 1979

Pretenders est le premier album studio des Pretenders, sorti le 19 janvier 1980. 
Il comprend plusieurs styles de musique, allant du punk rock à la new wave et contient de nombreux succès tels que Stop Your Sobbing (une reprise des Kinks), Kid et Brass in Pocket.
En 1989, le magazine Rolling Stone l'a classé 20e de sa liste des « 100 meilleurs albums des années 1980 » et, dans ses classements 2003 et 2012, 155e des « 500 meilleurs albums de tous les temps » .
Il est cité dans l'ouvrage de référence de Robert Dimery Les 1001 albums qu'il faut avoir écoutés dans sa vie.
L'album a été certifié disque de platine par la Recording Industry Association of America (RIAA) le 11 août 1982.
En 2006, l'album a été réédité en CD et comprend un second disque constitué de démos, de morceaux inédits et les titres parus sur Extended Play.

## Liste des titres
Tous les titres sont produits par Chris Thomas, à l'exception de Stop Your Sobbing, produit par Nick Lowe.
| 1. | Precious           | Chrissie Hynde                     | 3:36 |
| 2. | The Phone Call     | Hynde                              | 2:29 |
| 3. | Up the Neck        | Hynde                              | 4:27 |
| 4. | Tattooed Love Boys | Hynde                              | 2:59 |
| 5. | Space Invader      | Pete Farndon, James Honeyman-Scott | 3:26 |
| 6. | The Wait           | Hynde, Farndon                     | 3:35 |
| 7. | Stop Your Sobbing  | Ray Davies                         | 2:38 |

| 1. | Kid                 | Hynde                 | 3:06 |
| 2. | Private Life        | Hynde                 | 6:25 |
| 3. | Brass in Pocket     | Honeyman-Scott, Hynde | 3:04 |
| 4. | Lovers of Today     | Hynde                 | 5:51 |
| 5. | Mystery Achievement | Hynde                 | 5:23 |

| 1.  | Cuban Slide                                                                 | Hynde, Honeyman-Scott                           | 4:33 |
| 2.  | Porcelain                                                                   | Hynde                                           | 3:54 |
| 3.  | The Phone Call (Démo, fin 1977)                                             | Hynde                                           | 2:22 |
| 4.  | The Wait (Démo Regents Park, 12 avril 1978)                                 | Hynde, Farndon                                  | 3:08 |
| 5.  | I Can't Control Myself (Démo Regents Park, 12 avril 1978)                   | Reg Presley                                     | 4:24 |
| 6.  | Swinging London                                                             | Hynde, Honeyman-Scott, Farndon, Martin Chambers | 1:55 |
| 7.  | Brass in Pocket (Démo Studios Air, 6 février 1978)                          | Honeyman-Scott, Hynde                           | 3:48 |
| 8.  | Kid (Démo Studios Olympic, 7 décembre 1978)                                 | Hynde                                           | 4:04 |
| 9.  | Stop Your Sobbing (Démo Regents Park, 12 avril 1978)                        | Ray Davies                                      | 2:22 |
| 10. | Tequila (Démo Regents Park, 12 avril 1978)                                  | Hynde                                           | 5:22 |
| 11. | Nervous but Shy                                                             | Hynde, Honeyman-Scott, Farndon, Chambers        | 1:45 |
| 12. | I Need Somebody (Live au Kid Jensen Show, BBC Radio 1, 17 juillet 1979)     | Rudy Martinez                                   | 4:04 |
| 13. | Mystery Achievement (Live au Kid Jensen Show, BBC Radio 1, 17 juillet 1979) | Hynde                                           | 4:54 |
| 14. | Precious (Live au Paradise Theatre, Boston, 23 mars 1980)                   | Hynde                                           | 3:26 |
| 15. | Tattooed Love Boys (Live au Paradise Theatre, Boston, 23 mars 1980)         | Hynde                                           | 3:06 |
| 16. | Sabre Dance (Live au Marquee Club, Londres, 2 avril 1979)                   | Aram Khatchatourian                             | 3:50 |

## Personnel

### Musiciens
- Henry Lowther : trompette
- Geoff Bryant	: cor
- Martin Chambers : batterie, chant
- Pete Farndon : basse, chant
- James Honeyman-Scott : guitare, claviers, chant
- Chrissie Hynde : guitare, chant
- Chris Mercer : saxophone
- Chris Thomas : claviers
- Jim Wilson : trompette

### Production
- Chris Thomas : producteur
- Nick Lowe : producteur
- Bill Price : ingénieur du son
- Chalkie Davies : photographie
- Kevin Hughes : design pochette